# Callopora macilenta
Callopora macilenta är en mossdjursart som först beskrevs av Jullien 1882.  Callopora macilenta ingår i släktet Callopora och familjen Calloporidae. Inga underarter finns listade i Catalogue of Life.